# Chiesa di San Martino (Palanzano, capoluogo)
La chiesa di San Martino Vescovo, o anche più semplicemente solo chiesa di San Martino e santuario della Madonna della Consolazione, è un luogo di culto cattolico dalle forme neoclassiche situato in strada Bettoli a Palanzano, in provincia e diocesi di Parma; è sede di una parrocchia compresa nella zona pastorale della Montagna.

## Storia
Verso la metà del Seicento l'antica cappella era ormai fatiscente e, così, al suo posto venne edificata una nuova chiesa, la cui consacrazione fu impartita il 25 giugno 1656 dal vescovo di Parma Carlo Nembrini.
L'edificio venne interessato da un ampliamento nel 1758, allorché si procedette all'allungamento della navata e alla realizzazione delle cappelle laterali, e nel 1880 furono sopraelevate le mura della chiesa.
All'inizio del Novecento la parrocchia palanzanese fu visitata dal vescovo Guido Maria Conforti; nel 1928 il tetto venne modificato diminuendone la pendenza con il fine l'evitare la caduta dei coppi e nel decennio successivo lo stesso fu rifatto nuovamente.
Negli anni settanta la chiesa venne adeguata alle norme postconciliari con l'aggiunta dell'altare rivolto verso l'assemblea; tra il 2014 e il 2016 fu ristrutturata e, con l'occasione, si provvide ad installare l'ambone.

## Descrizione

### Esterno

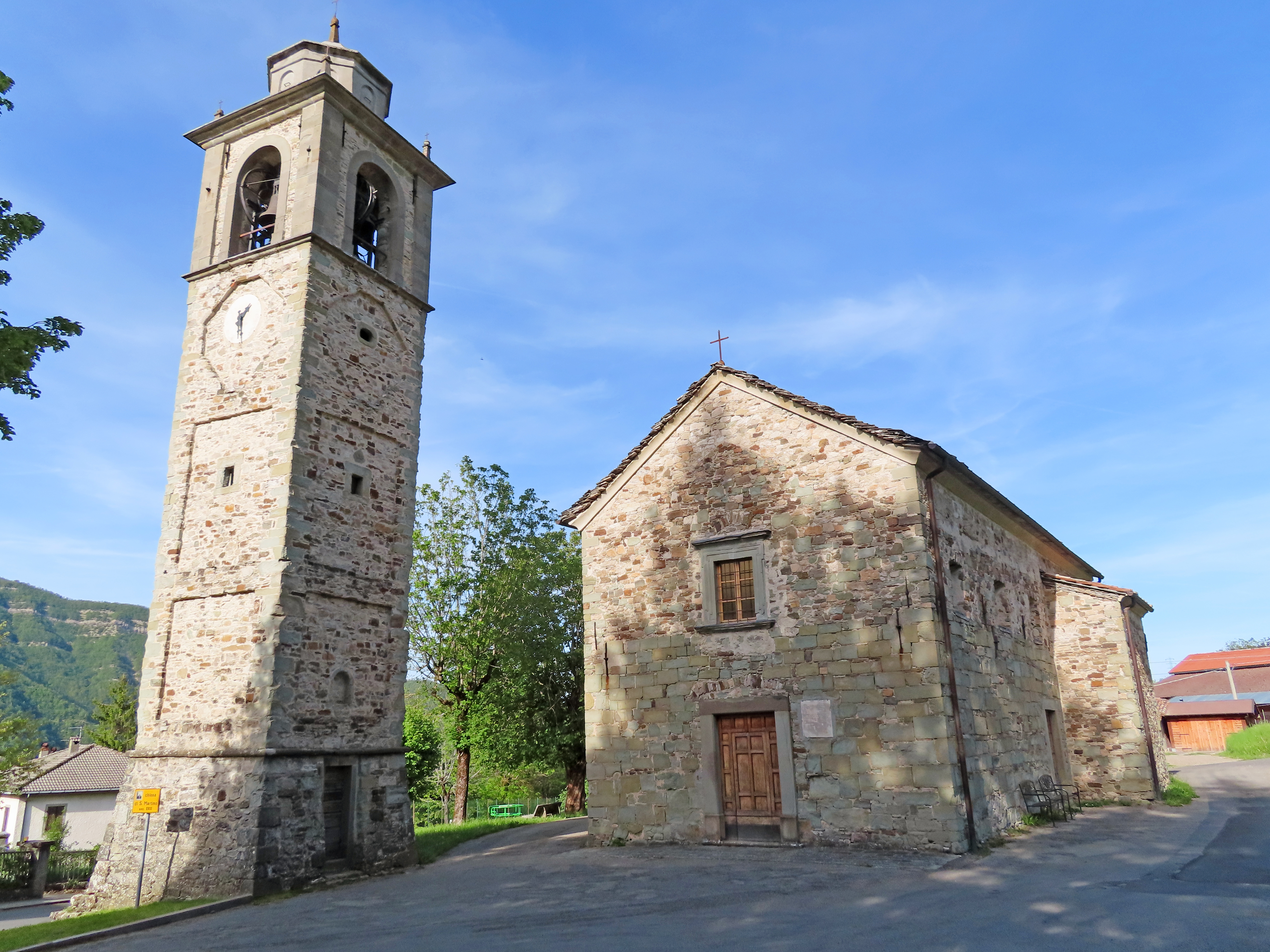
Facciata e campanile

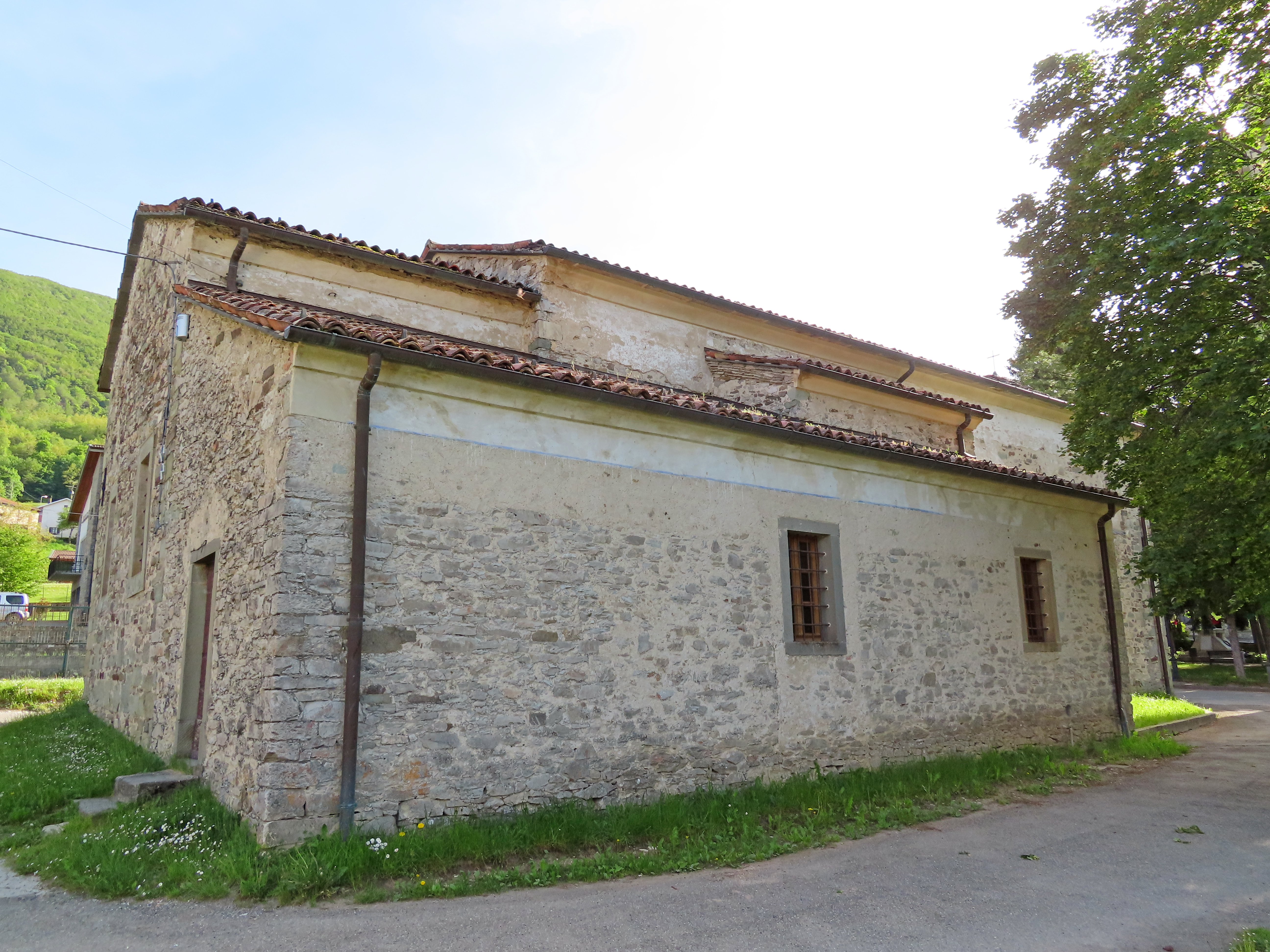
Retro e lato nord

La semplice facciata a capanna in pietra della chiesa, che volge a ponente, presenta centralmente il portale d'ingresso architravato e sopra una finestra di forma rettangolare.
Discorso di alcuni metri dalla parrocchiale si erge su un alto basamento a scarpa il campanile a pianta quadrata; la cella presenta su ogni lato una monofora ed è coronata dal tamburo sorreggente il tetto a otto falde.

### Interno
L'interno dell'edificio si compone di un'unica navata, sulla quale si affacciano le cappelle laterali e delle nicchie e le cui pareti sono scandite da paraste sorreggenti la trabeazione aggettante sopra la quale si impostano le volte, che sono a padiglione e a crociera; al termine dell'aula si sviluppa il presbiterio, rialzato di un gradino, delimitato da balaustre e chiuso dall'abside quadrata.